# Diego Ifrán
Diego Ifrán, vollständiger Name Diego Ifrán Sala, (* 8. Juni 1987 in Cerro Chato) ist ein ehemaliger uruguayischer Fußballspieler.

## Karriere
Der 1,74 Meter große Offensivakteur Ifrán begann seine Karriere 2006 bei Centro Atlético Fénix. Von Mitte 2008 bis Mitte 2010 stand er bei Danubio in der Primera División unter Vertrag. Für die Montevideaner bestritt er 45 Erstligaspiele und erzielte 27 Treffer. Sodann wechselte er nach Spanien zu Real Sociedad San Sebastián. Sein Debüt bei den Spaniern feierte er am 7. März 2011 in der Begegnung des 27. Spieltags gegen Deportivo La Coruña, als er von Trainer und Landsmann Martín Lasarte in der 80. Minute für Antoine Griezmann eingewechselt wurde. In der ersten Saison 2010/11 absolvierte er zehn Ligapartien und traf zweimal ins gegnerische Tor. In den beiden folgenden Spielzeiten baute er seine Einsatzzeiten kontinuierlich aus. 16 Ligaspielen (ein Tor) in 2011/12 folgten 26 Einsätze in der Primera División in der Saison 2012/13. Auch lief er in diesem Zeitraum in fünf Spielen der Copa del Rey auf und bezwang zweimal den gegnerischen Torwart. In der Spielrunde 2013/14 fiel Ifrán, der bereits seinerzeit bei Danubio mit einer Kreuzbandverletzung mehrere Monate pausieren musste, in der zweiten Jahreshälfte verletzungsbedingt aufgrund eines im Juli 2013 zugezogenen Kreuzbandrisses aus und kam nicht zum Einsatz. Im März 2014 wurde bis zum 30. Juni 2014 er an den Zweitligisten Deportivo La Coruña mit Verlängerungsoption im Falle des Erstligaaufstiegs ausgeliehen. Am 23. März 2014 debütierte er für La Coruña in der Segunda División im Spiel gegen Real Saragossa. Insgesamt absolvierte er bis zum Saisonende elf Ligapartien und erzielte vier Tore. Ende Juli 2014 erfolgte ein erneuter Wechsel auf Leihbasis zu CD Teneriffa. In der Saison 2014/15 bestritt er 28 Partien in der Liga Adelante und traf elfmal ins gegnerische Tor. Anfang Juli 2015 schloss er sich dem Club Atlético Peñarol an. Bei den „Aurinegros“ lief er bis Saisonende in 20 Erstligaspielen (vier Tore) auf und gewann mit dem Team sowohl die Apertura 2015 als auch die Meisterschaft der Spielzeit 2015/16. Zudem bestritt er eine Partie (kein Tor) in der Copa Libertadores 2016. Anfang September 2016 wechselte er zu Sporting Cristal. Bei den Peruanern kam er in 22 Ligapartien (neun Tore) und zwei Begegnungen (kein Tor) der Copa Libertadores 2017 zum Einsatz. Ende Juli 2017 löste er seinen Vertrag bei den Peruanern auf und verkündete im August 2017 auf seiner Facebook-Profilseite sein Karriereende.

## Erfolge
- Uruguayischer Meister: 2015/16
- Primera División (Uruguay): Apertura 2015